# Паспорт гражданина Кабо-Верде

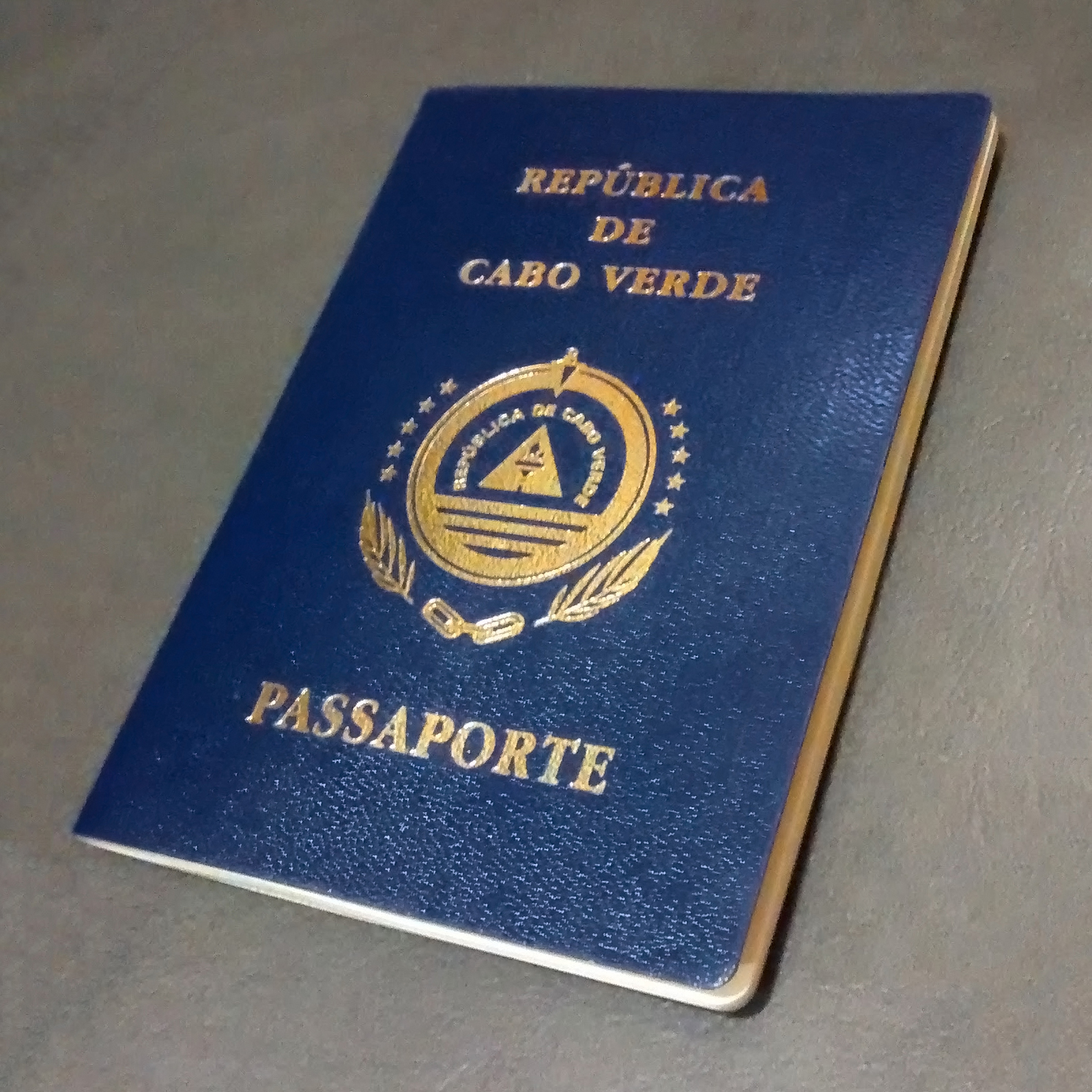
Паспорт гражданина Кабо-Верде

Паспорт гражданина Кабо-Верде выдается гражданам Кабо-Верде для международных поездок. Граждане Кабо-Верде могут путешествовать в государства-члены Экономического сообщества западноафриканских государств (ЭКОВАС) без виз.

## Содержимое
- Фамилия;
- Имя;
- Национальность;
- Дата рождения;
- Пол;
- Место рождения;
- Дата истечения срока действия;
- Номер паспорта.

## Языки
Паспорт гражданина Кабо-Верде на португальском и английском языках.